# Dominas-Bande
Die Dominas-Bande war eine kriminelle Vereinigung in den 1960er Jahren, die von Petras Dominas gegründet worden war. Die Bande verübte Einbrüche und Überfälle. Die Ziele lagen insbesondere im Ruhrgebiet. Zwei Menschen, die Geschwister Albrecht und Lina Höhmann, 70 und 60 Jahre alt, wurden am 25. August 1964 in ihrer Fernfahrer-Raststätte „Onkel Albrecht“ in Lünern bei Soest von der Bande erschossen. Das in der Regel verwendete Fluchtfahrzeug war ein Opel Rekord.

## Überfälle der Dominas-Bande (Auswahl)
Zu den Überfällen der Dominas-Bande zählten:
| Datum              | Ort                                                                               | Beschreibung/Beute                                                                             |
| ------------------ | --------------------------------------------------------------------------------- | ---------------------------------------------------------------------------------------------- |
| 19. November 1963  | Juwelier Trachte in Bochum, Bleichstraße 6                                        | Schmuck im Wert von 30.000 Mark. Einer Passantin wurde in den Bauch geschossen.                |
| 3. Januar 1964     | Juwelier Gerling in Witten/Ruhr, Bahnhofstraße 15                                 | Beute im Wert von 73.000 Mark. Einem Fußgänger wurde in den Oberschenkel geschossen.           |
| 28. Februar 1964   | Juwelier Bolland in Dortmund, Westenhellweg 100                                   | Beute im Wert von 97.000 Mark                                                                  |
| 1. April 1964      | Juwelier Grove (Konrad Vockel KG) in Essen, Brandstraße 29                        | Beute im Wert von 30.000 Mark                                                                  |
| 20. April 1964     | Juwelier Möllers in Gelsenkirchen-Buer, Hochstraße 74                             | Beute im Wert von 30.000 Mark                                                                  |
| 2. Mai 1964        | Juwelier Jäger in Siegen, Markt 55/57                                             | Beute im Wert von 115.000 Mark                                                                 |
| 7. Juni 1964       | Juwelier Inden in Amsterdam, Leidsetraat 52                                       | Beute im Wert von 60.000 Mark                                                                  |
| 31. Juli 1964      | Juwelier Brexel in Gelsenkirchen, Bochumer Straße 75                              | Beute im Wert von 115.000 Mark. Schusswechsel mit der Polizei.                                 |
| 26. September 1964 | Juwelierladen „Diamonds Wholesale“ von Herman Schipper im Helligeweg 3, Amsterdam | Gold und Diamanten im Versicherungswert von 380.000 Mark. Auf zwei Passanten wurde geschossen. |

## Petras Dominas
Der Kopf und Namensgeber der Bande, Petras Dominas, wurde verhaftet, als er einen Tag nach dem Überfall in Amsterdam einen geparkten Wagen wegfahren wollte.
Dominas, ein gebürtiger Litauer, von Beruf Typograf, war bereits 1959 zu vier Jahren Gefängnis verurteilt worden. Dominas fertigte Aufzeichnungen in einer Geheimschrift, die aus etwa 1000 Symbolen bestand. Sie konnte nur mit großem Aufwand von der Zentralstelle für das Chiffrierwesen (ZfCh) in Bonn geknackt werden. Zu den weiteren Tätern zählten unter anderem die Brüder Gerhard und Helmut Balk, Paul Cichetzki und die Essener Rechtsanwältin und Notarin Marianne Kreuzer. Der Strafprozess war 1967 abgeschlossen. Dominas wurde zu lebenslanger Haft verurteilt. Er starb einige Jahre später an Krebs.

## Verfilmungen (Auswahl)
- Die Dominas-Bande, 1968, zweiteiliger Fernsehfilm aus der Reihe “Kriminalfälle ohne Beispiel” des DDR-Fernsehens[10] mit Gisela May und Edwin Marian[11]
- Komplizen, 1969, ZDF, in „Das Kriminalmuseum“, mit Heinz Bennent